# Kofun d'Inariyama
Le kofun d'Inariyama (稲荷山古墳) est un kofun, un monument funéraire situé à Gyōda, dans le préfecture de Saitama, au Japon.

## Présentation
Le kofun d'Inariyama est l'un des neuf kofun dispersés dans la ville de Gyōda (préfecture de Saitama), au Japon. Il possède une forme caractéristique de « trou de serrure » (zenpō-kōen),. Pour éviter toute confusion, il est parfois appelé le « kofun de Saitama Inariyama », car il existe dans d'autres régions des kofun portant le même nom.
La longueur totale de la tombe est de 120 m, ce qui en fait la deuxième plus grande de la préfecture après le kofun de Futagoyama. La largeur et la hauteur de face, sont de 74 m et 10,7 m respectivement, en section rectangulaire. Le diamètre et la hauteur de l'arrière, sont de 62 m et 11,7 m, respectivement, en section circulaire.
C'est ici qu'a été exhumée, en 1968, l'épée d'Inariyama, pourvue d'une inscription en or incrusté de plus de cent quinze caractères chinois. L'épée est conservée au musée préfectoral de Saitama des anciens tumuli funéraires de Sakitama, comme trésor national du Japon.